# Liste des îles d'Australie
Cet article dresse une liste des îles appartenant à l'Australie.

## Statistiques
L'Australie continentale est la plus grande partie émergée de la plaque australienne. Avec 7 617 930 km2, elle est généralement considérée comme une masse continentale à part entière, et non comme une île.
En dehors de l'Australie continentale et des îles éloignées qui en dépendent, l'Australie comprend 8 222 îles de pleine mer à l'intérieur de ses frontières maritimes. Elles sont réparties ainsi selon les États et territoires :
- Australie-Occidentale : 3 747
- Queensland : 1 955
- Tasmanie : 1 000
- Territoire du Nord : 887
- Australie-Méridionale : 346
- Victoria : 184
- Nouvelle-Galles du Sud : 102
- Territoire de la baie de Jervis : 1
- Territoire de la capitale australienne : 0

Les territoires extérieurs comptent les îles suivantes :
- Îles de la mer de Corail : 51
- Îles Cocos : 25
- Îles Heard-et-MacDonald : 8
- Îles Ashmore-et-Cartier : 4
- Île Christmas : 1

## Superficie
En dehors de sa partie continentale, l'Australie compte plusieurs îles de plus de 1 000 km2 :
- Île de Tasmanie (Tasmanie) : 68 332 km2
- Île Melville (Territoire du Nord) : 5 786 km2
- Île Kangourou (Australie-Méridionale) : 4 416 km2
- Groote Eylandt (Territoire du Nord) : 2 285 km2
- Île Bathurst (Territoire du Nord) : 1 693 km2
- Île Fraser (Queensland) : 1 653 km2
- Flinders Island (Tasmanie) : 1 359 km2
- Île King (Tasmanie) : 1 091 km2
- Île Mornington (Queensland) : 1 002 km2

## Répartition par zone géographique

### Îles de pleine mer

#### Océan Indien
- Île de Barrow
- Île Bernier
- Black Rock
- Archipel Bonaparte :
  - Bigge
- Île Chatham
- Îles Cocos :
  - Direction Island
  - Home Island
  - Horsburgh Island
  - Pulu Capelok
  - Pulu Pandang
  - South Island
  - West Island
- Îles Desaix
- Île Dirk Hartog
- Île Dorre
- Île Faure
- French Island
- Île Heard
- Île Kangourou
- Île King
- Île Lesueur
- Îles McDonald :
  - Île McDonald
  - Rocher Meyer
- Île Melville
- Îles Montebello
- Morgan Island
- Phillip Island
- Red Island
- Sail Rock
- Shag Islet
- Three Hummock

#### Mer de Tasman
- Île Betsey
- Île Bruny
- Îles Furneaux :
  - Île du Cap Barren
  - Île Clarke
  - Île Flinders
- Île Gabo
- Île Hunter
- Île Lord Howe
- Île Maria
- Île de Tasmanie

#### Mer de Corail
- Île Fraser
- Île Moreton
- Île Stradbroke-Nord

Pour un article plus général, voir Îles de la mer de Corail.
- Île Acheron
- Île Curtis
- Île Dunk
- Île Fitzroy
- Île Heron
- île Horn
- Île Hinchinbrook
- Île Lizard (en)
- Île Magnétique
- Île de la Grande Palme (en)
- Île du Prince-de-Galles
- Île Verte
- Îles Whitsunday :
  - Île Hamilton

#### Mer d'Arafura
- Île Bathurst
- Île Goulburn
- Îles Wessel

Golfe de Carpentarie
- - Île Allen
  - Île Bayley
  - Île Beatric
  - Île Bentinck
  - Île Bickerton
  - Îles Bountiful
  - Île Bruney
  - Bustard
  - Île Connexion
  - Île Denham
  - Île Edward
  - Île Forsyth
  - Groote Eylandt
  - Île Hawknest
  - Île Horseshoe
  - Île Maria
  - Île Morgan
  - Île Nicol
  - North East
  - North East Iles
  - North Point Island
  - Îles de Sir Edward Pellew :
    - Vanderlin
    - Île Centre
    - Île de l'Ouest
    - Île du Nord
    - Île Sweers

  - Îles Wellesley :
    - Bentinck
    - Île Mornington
    - Île Winchelsea
    - Île Woodah

#### Détroit de Torres
- Île Badu
- Île Moa
- Bramble Cay, l'île la plus au nord de l'Australie
- îlet Sue

#### Mer de Tasman
- Île Norfolk
- South East Rock

#### Îles extérieures
- Île Nepean
- Île Philip

### Îles fluviales

#### Sur leSwan
- Île Heirisson

### Îles lacustres

#### Dans leLac Burley Griffin
- Île Queen Elizabeth II (Anciennement Île Aspen)